# 额尔登特市
額爾登特是蒙古國第二大城，鄂爾渾省首府。人口為83,379人（2010年）。额尔登特市官方行政区的正式名称为巴彦温都尔苏木。
建於1975年，目的是開發亞洲最大的銅礦資源。俄蒙合資的額爾登特銅鉬聯合公司是蒙古主要的硬通貨收入來源。由於其戰略價值，故舊地圖將之位置故意錯誤標示。其實際經緯座標為：49°01′40″N 104°02′40″E / 49.02778°N 104.04444°E

## 當地名人
- 亞歷山大·澤連斯基，烏克蘭采礦科學家，曾於此工作，烏克蘭總統弗拉基米爾·澤連斯基之父